# Neue Kirche Wollishofen

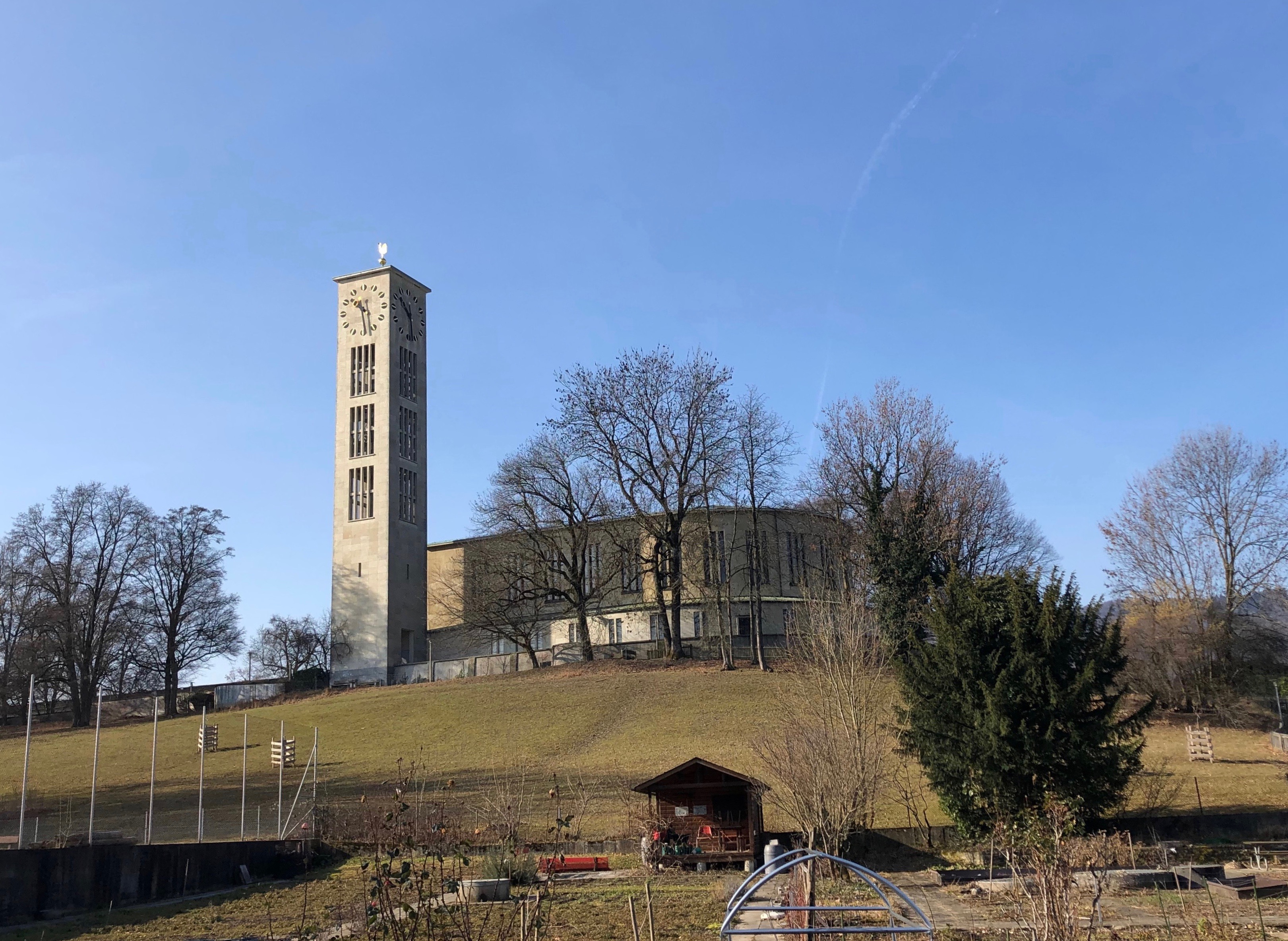
Ansicht von Norden

Die Neue Kirche Wollishofen (auch: Kirche Auf der Egg) ist ein evangelisch-reformiertes Kirchengebäude im Stil des Neuen Bauens in  Zürich.

## Geschichte
Das einstige Bauerndorf Wollishofen verfügte nachweislich seit 1281 über eine Kapelle. 1702 wurde die noch erhaltene Alte Kirche errichtet. Nach der Eingemeindung Wollishofens nach Zürich 1893 wuchsen Besiedlung und Bevölkerung stark an. 1930 fand deshalb ein Ideenwettbewerb für die Überbauung des Egg-Hügels mit Kirche, einem Pfarrhaus und Wohnhäusern statt. 1931 wurde ein Architekturwettbewerb durchgeführt, den die Architekten Walter Henauer und Ernst Witschi für sich entscheiden konnten. In den Jahren 1935–1936 wurde die Kirche errichtet. 1989 fand eine umfassende Sanierung der Kirche durch Architekt Alfred Trachsel statt. Die halbovale Kirche ist neben der Pauluskirche das Initialwerk der Moderne im reformierten Kirchenbau des Kantons Zürich und ist stilistisch wie funktionell bahnbrechend für die weitere Entwicklung der Sakralarchitektur in der Schweiz. 

## Beschreibung

### Äusseres

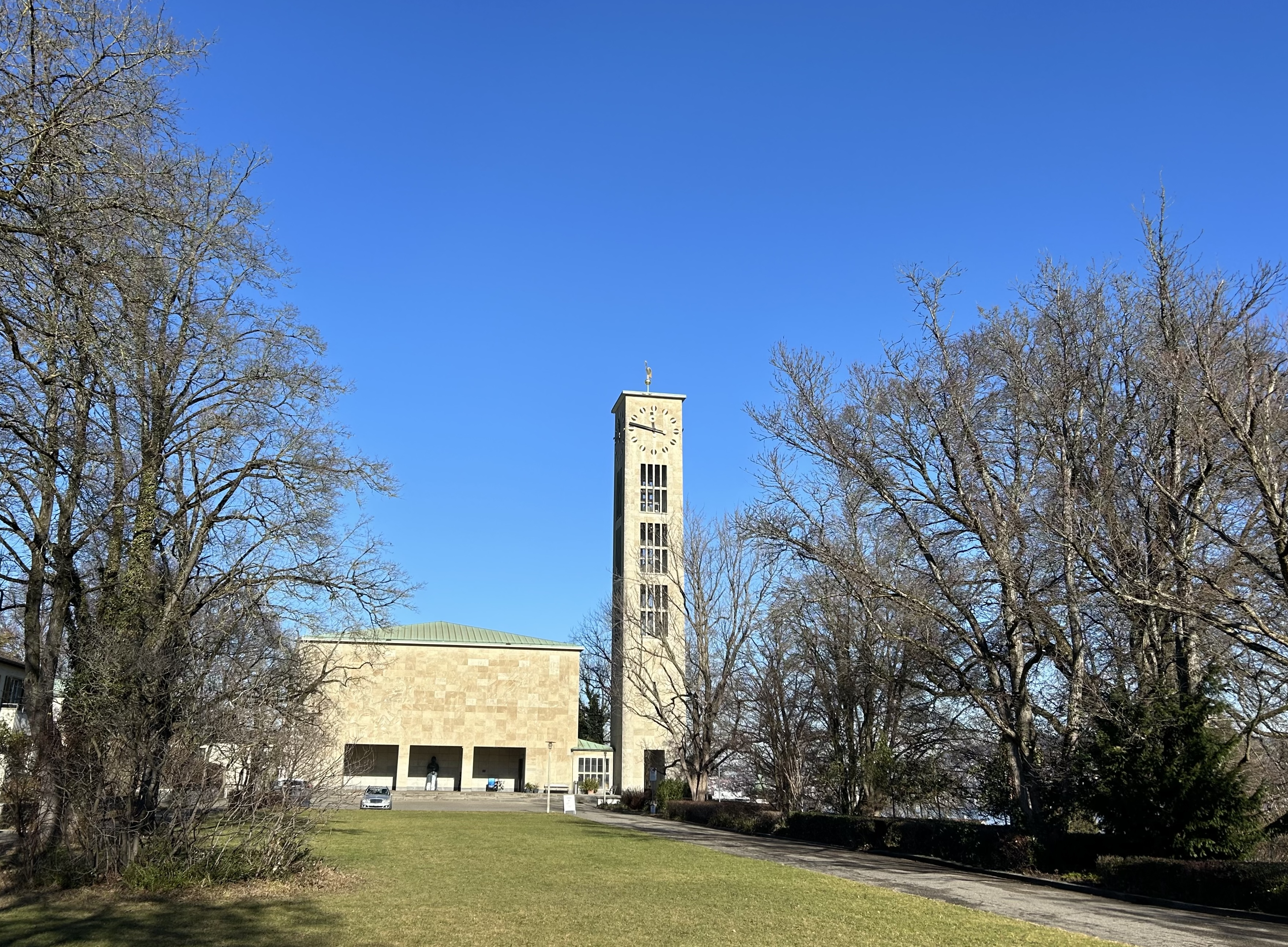
Hauptfassade mit Turm

Die Kirche ist ein Gesamtkunstwerk der Klassischen Moderne. Der westseits gerundete Baukörper des Kirchenschiffs und der Glockenturm erheben sich weithin sichtbar auf einer Anhöhe über dem Quartier. Die Fassaden sind mit Muschelkalkplatten verkleidet und weisen durch die hohen rechteckigen Fenster eine nüchtern-moderne Formensprache auf. 
Der Glockenturm birgt ein fünfstimmiges Geläute in der Tonfolge A° c' d' f' g'. Gegossen wurden die Glocken im Jahr 1936 von der Firma H. Rüetschi. Der Turm ist nur von aussen begehbar und verfügt über grosse, offene Schallöffnungen und einer ohne Zifferblatt ausgeführten Turmuhr. Ein Hahn bekrönt den ohne sichtbaren Turmhelm abgeschlossenen Turm. Die Kirchtürme von Altstetten und Leimbach sind deutlich inspiriert von Wollishofer Kirchturm.
Die Hauptfassade setzt Kontraste zur gerundeten Westseite der Kirche. Die Fassade bildet ein breites Rechteck, zu dem der quaderförmige Turm, der nordseits anschliesst und die drei rechteckigen Öffnungen zum Pronaos in Beziehung treten. Aufgelockert wird die Fassade nur durch die auf den Natursteinplatten ausgeführten Reliefs, die Jesus Christus im Kreise der Apostel sowie einen Engel darstellen. Die Reliefs wurden 1936 von Otto Charles Bänninger gestaltet, seine Reliefplastik an der Kirchenstirnwand zeigt Die Speisung der Fünftausend. Von ihm stammt auch eine 1942 geschaffene Skulptur am anderen Ende der zur Kirche gehörenden Parkanlage.

### Inneres
Über die Vorhalle gelangt man links und rechts jeweils in Foyers, von denen aus die Empore und die um die ganze Kirche herum verlaufende Wandelhalle, sowie Lagerräume und Sanitäranlagen zugänglich sind. Von der (für reformierte Kirchenbauten ungewöhnlichen) Wandelhalle aus gelangt man in den nüchternen Gottesdienstraum, der dank der Holzverkleidung der Wände und den zeitgenössischem Design entsprechenden Messing-Lampen eine warme Atmosphäre ausstrahlt. Beleuchtet wird der Kirchenraum durch die hohen Fenster mit leicht getönten Scheiben im oberen Bereich der Aussenwände. Die Sitzbänke folgen dem Schema eines Griechischen Theaters und sind auf die um wenige Stufen erhöhte Liturgiezone ausgerichtet, zu der ein geschnitzter Abendmahlstisch und eine muschelförmig ausgeführte Kanzel gehören. Die Innenraumgestaltung folgt dabei typisch protestantischen Prinzipien wie der optimalen Sicht und Hörbarkeit des Predigers. Die Breite und die Ausrichtung der Kirche unterscheidet sich dadurch von den meist langgezogenen katholischen Kirchenbauten der Klassischen Moderne. Auf der Wand oberhalb der Kanzel befindet sich ein 1937 entstandenes Freskogemälde mit Engeln von Paul Bodmer. Im Jahr 1991 wurde die künstlerische Ausstattung durch ein Fresko von Sven Knebel ergänzt; es trägt den Titel Prisma.
Durch hölzerne Stäbe vom Kirchenschiff aus fast unsichtbar befindet sich oberhalb der Kanzel zwischen Kirchenraum und Hauptfassade die Orgel- und Chorempore. Orgel und Chor sind so während Gottesdiensten und Konzerten kaum zu sehen, wohl aber zu hören, wodurch spezielle dramaturgische Effekte erzielt werden können. Die hohlen Holzstäbe zwischen Empore und Schiff sowie die Holzverkleidung der Innenwände  und die Kassettendecke sorgen für eine bemerkenswerte Akustik. 

### Orgel
Auf der Empore befindet sich eine dreimanualige Orgel mit einer ebenso barock wie romantisch geprägten Disposition, die 42 klingende Register umfasst. Erbaut wurde sie im Jahr 1937 durch Orgelbau Kuhn. Das Instrument verfügt über elektrische Trakturen und hat 42 Register auf zwei Manualen sowie Pedal. 1950 erfolgten eine Revision und eine teilweise Neuintonation durch Orgelbau Ziegler, Uetikon. 1982 führte Orgelbau Goll, Luzern eine Generalrevision durch. Bei dieser Gelegenheit  wurden verschiedene Änderungen gemacht, u. a. die Windladen repariert, Magnete reguliert und ein neuer Motor eingebaut. Auch wurden die Mixtur im 1. Manual und das Plein-jeu im 3. Manual umgestellt, die Trompete 8' als zusätzliches Register im Pedal eingebaut sowie die Mensuren um einen Halbton verengt und die Orgel neu intoniert.
Disposition:
| I Hauptwerk C–g3 |     |
| Quintatön        | 16′ |
| Gemshorn         | 8′  |
| Flauto major     | 8′  |
| Prinzipal        | 8′  |
| Hohlflöte        | 4′  |
| Oktave           | 4′  |
| Oktave           | 2′  |
| Mixtur VI–VIII   | 2′  |
| Scharff IV       | 1′  |
| Trompete         | 8′  |

| II Positiv C–g3 |                |
| Gedackt         | 8′             |
| Suavial         | 8′             |
| Rohrflöte       | 4′             |
| Prinzipal       | 4′             |
| Sesquialter     | 2 ⁄3′ + 1 3⁄5′ |
| Oktave          | 2'             |
| Larigot         | 1 ⁄3′          |
| Cymbel III–IV   | 1′             |
| Krummhorn       | 8′             |
| Tremulant       |                |

| III Schwellwerk C–g3 |       |
| Bourdon              | 16′   |
| Diapason             | 8′    |
| Gedackt              | 8′    |
| Salizional           | 8′    |
| Voix céleste         | 8′    |
| Oktave               | 4′    |
| Blockflöte           | 4′    |
| Nazard               | 2 ⁄3′ |
| Waldflöte            | 2′    |
| Plein jeu V–VI       | 1 ⁄3′ |
| Basson               | 16′   |
| Oboe                 | 8′    |
| Trompette harmonique | 8′    |
| Clairon              | 4′    |
| Tremulant            |       |

| Pedal C–f1  |     |
| Gedacktbass | 16′ |
| Subbass     | 16′ |
| Prinzipal   | 16′ |
| Gedackt     | 8′  |
| Praestant   | 8′  |
| Choralbass  | 4′  |
| Mixtur IV–V | 2′  |
| Posaune     | 16′ |
| Trompete    | 8′  |

- Koppeln: I/II, III/I, III/II, I/P, II/P, III/P
- Spielhilfen: Registercrescendo, 3 freie Kombinationen, div. Absteller

## Projekt KunstKlangKirche
Die Kirchgemeinde beschloss 2012 aus finanziellen Gründen die Aufgabe als reine Gemeindekirche. Im März 2014 entschied die Kirchgemeindeversammlung, in der Kirche das aus einem Wettbewerb hervorgegangenen Projekt Kunst-Klang-Kirche, zu dem auch ein Orgel-Zentrum gehört, umzusetzen. Voraussetzung war die Sicherstellung der Finanzierung bis September 2015. Auf Grund der beschränkten finanziellen Mittel verständigten sich die Kirchgemeinde und die Trägerschaft der KunstKlangKirche Ende 2015 im Sinne einer Nutzungserweiterung der Kirche auf eine mit wenig Mitteln alimentierte Versuchsphase bis Ende 2017. Hierbei wird die Verbindung von Kunst und Spiritualität mittels Musik, Literatur, Ausstellungen, interreligiösem und ökumenischem Dialog sowie Tanz erprobt. Das Projekt wurde 2018 beendet.

## Galerie

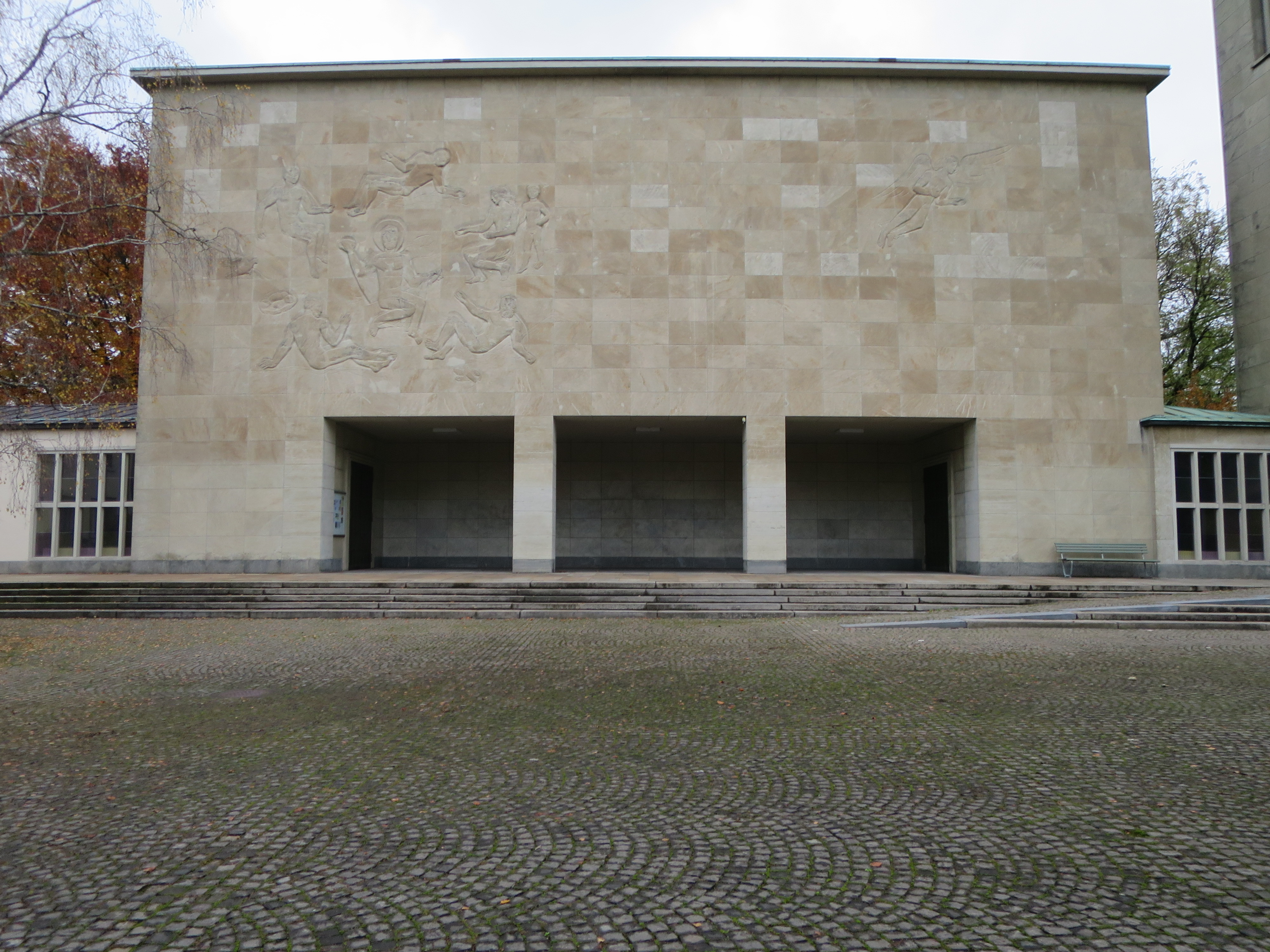
Hauptfassade
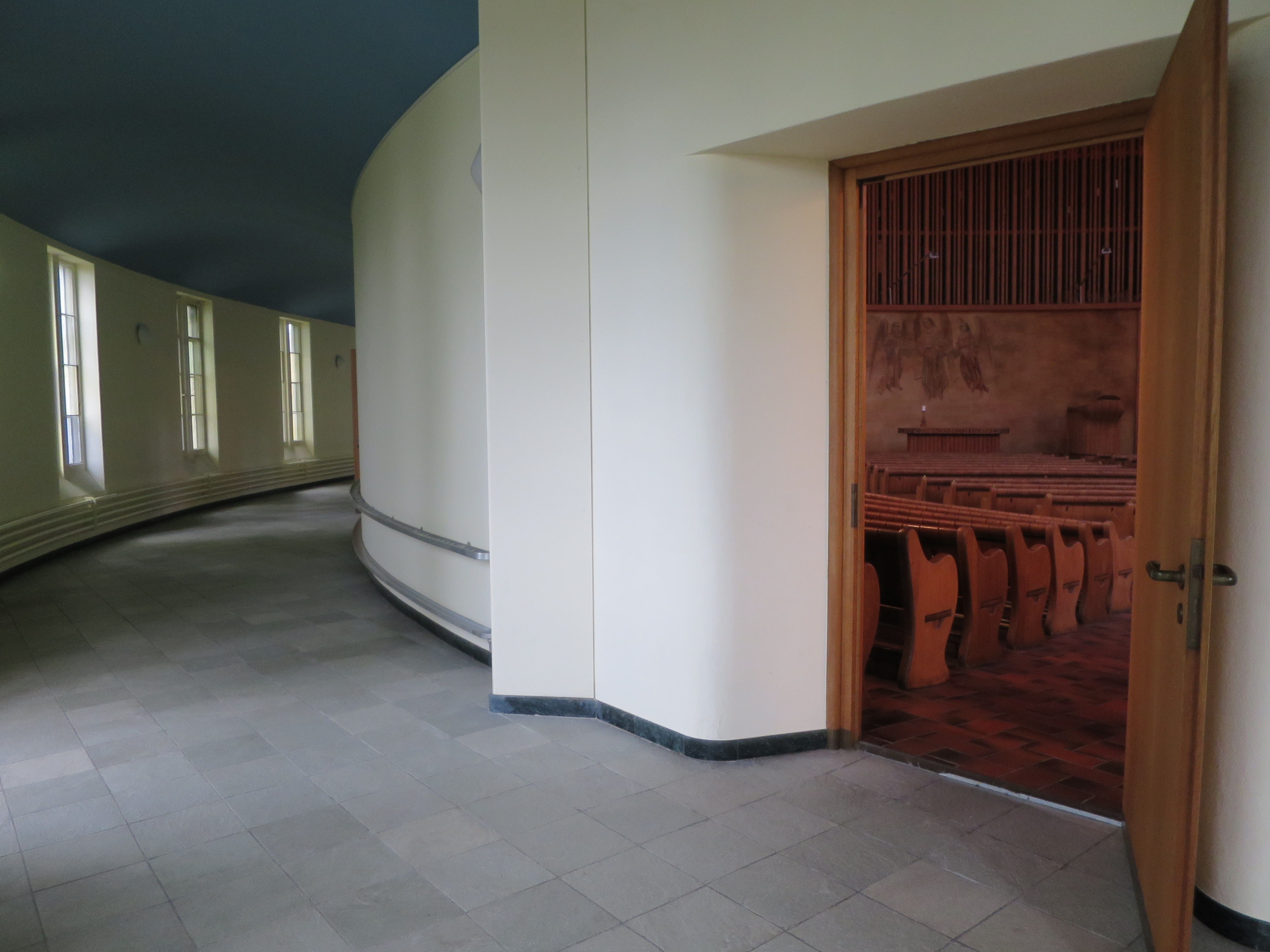
Wandelhalle
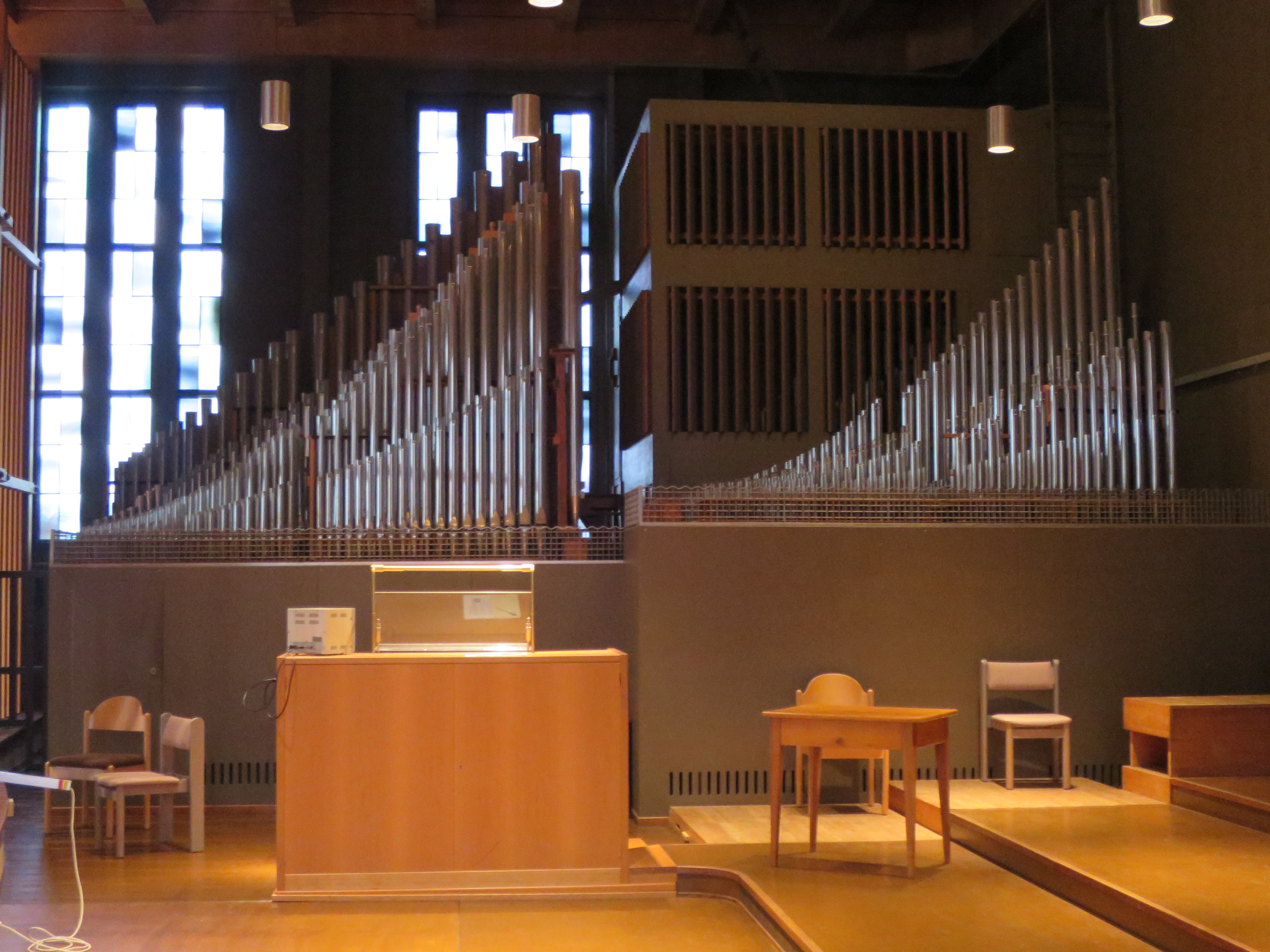
Orgel
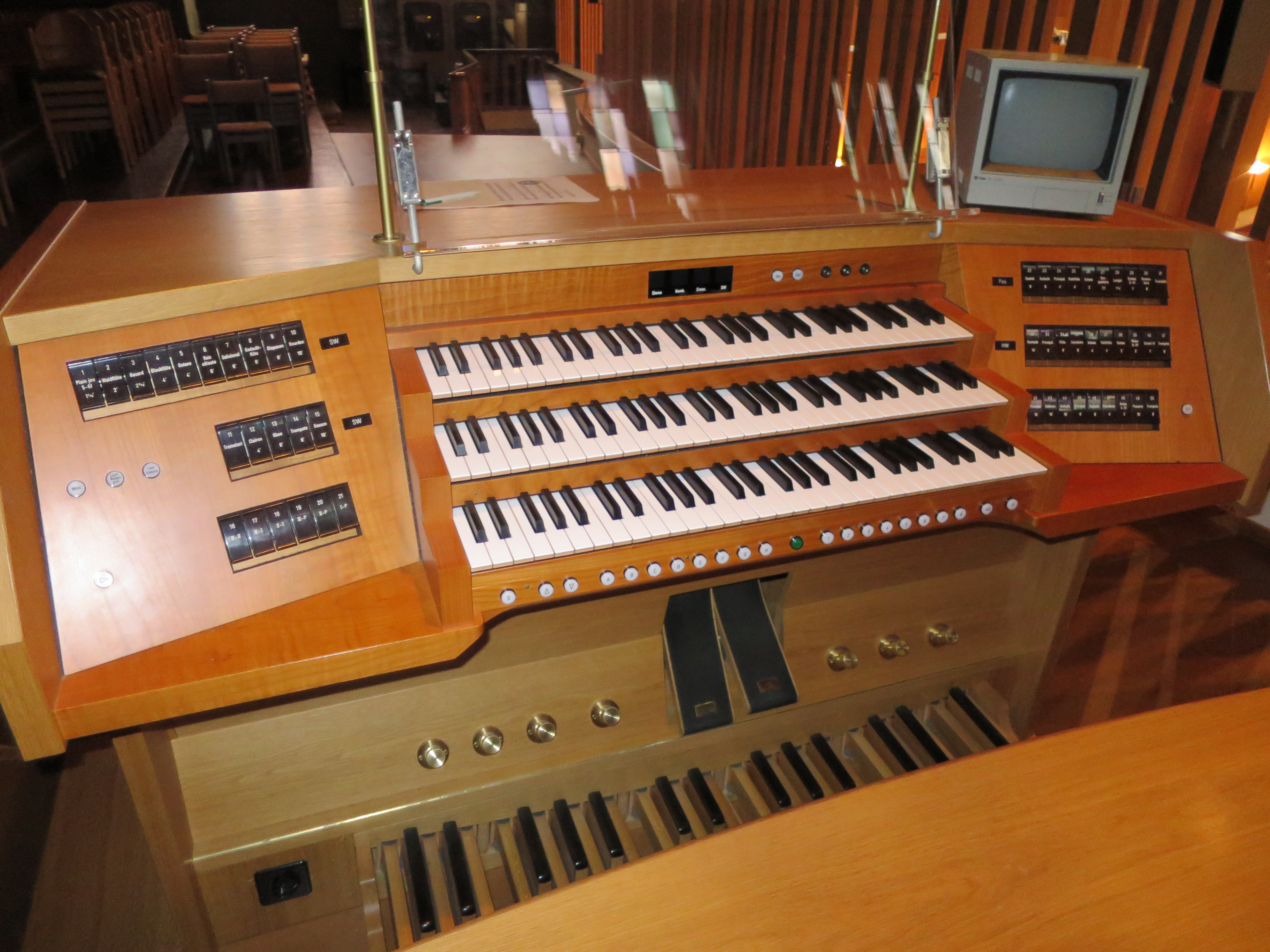
Spieltisch der Orgel